# Caenonetria
Caenonetria é um gênero de aranhas da família Linyphiidae descrito em 1992.